# Dagobert Nitz
Dagobert Wolfgang Dietrich Nitz (* 22. Februar 1929 in Kurow, Landkreis Lauenburg i. Pom.) ist ein deutscher Nuklearmediziner und Stifter.

## Leben
Dagobert Nitz studierte in Kiel und Tübingen und wurde 1953 bei Carl Martius mit dem Thema „Über den anaeroben Abbau der Citronensäure in tierischem Gewebe“ promoviert. Anschließend forschte er an der Universität Würzburg und bildete sich in Innerer Medizin, Radiologie und Nuklearmedizin an den Universitäten Tübingen, Zürich, Mainz und München sowie in Kardiologie an der Kerckhoff-Klinik der Max-Planck-Gesellschaft in Bad Nauheim weiter. Ab 1965 war er in München zunächst als niedergelassener Internist mit Schwerpunkt Nuklearmedizin tätig und danach niedergelassener Nuklearmediziner. Er wirkte bei mehreren Gesetzen und Verordnungen mit, so der Strahlenschutzgesetzgebung, der Novellierung der Radiopharmakaverordnung, der ärztlichen Weiterbildungsordnung und der medizinischen Fachkunde im Strahlenschutz.
Dagobert Nitz war Mitbegründer und langjähriger Vorsitzender des Berufsverbandes Deutscher Nuklearmediziner und von 1978 bis 2002 auch Schriftleiter der Zeitschrift Der Nuklearmediziner.
1991 wurde Dagobert Nitz mit dem Bundesverdienstkreuz ausgezeichnet.
Im Jahre 2015 wurde die Dr. Dagobert Nitz Stiftung an seinem Wohnort in Grünwald gegründet. Dagobert Nitz ist Ehrenvorsitzender des Berufsverbandes deutscher Nuklearmediziner. Er ist Mitglied der Gesellschaft für pommersche Geschichte, Altertumskunde und Kunst. Der von ihm gestiftete Dr.-Dagobert-Nitz-Forschungspreis für pommersche Landesgeschichte wurde erstmals im Jahre 2020 verliehen.